# 永久凍土

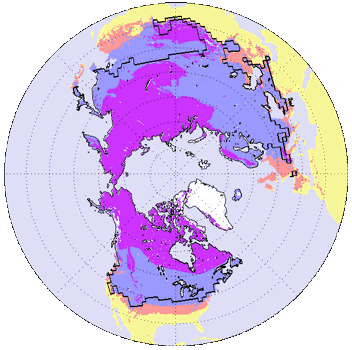
北半球での凍土の分布。紫色の地域が永久凍土

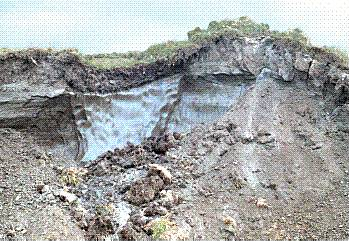
永久凍土中の氷楔

永久凍土（えいきゅうとうど、英語: permafrost）とは、2年間以上にわたり継続して温度0℃以下をとる地盤のことである。この用語の定義の上では、氷の存在ではなく温度条件で考える。
英語では、永久凍土のことを permafrost と表記するが、permanently frozen ground（永久に凍った土壌）の省略語で1945年に S. W. MULLERによって使われた。
永久凍土は北半球の大陸の約20%に広がっている。永久凍土の厚さは数百m（アラスカの Prudhoe Bay では650m）にも及ぶこともある。永久凍土の上部には夏の間融けている活動層があり、ポドゾルという酸性の土壌となり、タイガや草原となっている。活動層の厚さは年や場所によって変化するが、典型的なものでは0.6-4mの厚さである。
日本では、富士山頂上付近および大雪山頂上付近、北アルプスの立山などに永久凍土が確認され、槍ヶ岳・穂高連峰の大キレットカール内に存在している可能性が高いと報告されている。

## 形成と分布
永久凍土は、氷河や氷床を形成するような大量の降雪が無ければ、年平均気温が氷点下より低いあらゆる気候、典型的にはツンドラ気候で形成され、その規模は気候に応じて変化する。しかし、季節ごとの地面の温度変化が気温の変化より平均的に小さくなれば（上層が融けて）その深度は深くなる。もし年平均気温が0℃に近い温度まで上昇すると凍土は部分的に融解し、点在して分布するようになる。これを不連続永久凍土という。一般に、永久凍土は年平均気温が－5℃から0℃の間の気候下条件で不連続になる。年平均気温－5℃以下では凍土の融解はおこらず連続永久凍土地帯が形成される。氷期に例外的に「非氷河地域」だったシベリアやアラスカは（冬は）現在より11℃寒冷であり、現在の凍土の深さは当時の気候状態を保存している。
北半球の連続永久凍土境界は、極東から北方向の地域に分布する。この境界の北ではすべての地面は永久凍土もしくは氷河・氷床に覆われる。東西方向の広がりを見ると、場所によって地域的な気候の影響を受け、境界が北や南へ遷移する。南半球の場合、もしも陸地があったなら連続永久凍土境界は南極海とほぼ平行して、氷河氷床に覆われていなければ大陸のほとんどが連続永久凍土地帯であったと思われる。
最終氷期最寒冷期には連続永久凍土が現在よりもはるかに広く地上を覆っていた。ヨーロッパの氷に覆われていないすべての土地、南はポーランドのセゲドから、乾燥し干上がっていたアゾフ海まで、中国では北京まで広がっていた。日本では中部から東北にかけての高地や、北海道のほとんどが連続もしくは不連続凍土に覆われていた。北アメリカでは氷床の南端、緯度にしてニュージャージー州からアイオワ州南部、ミズーリ州の北部のきわめて狭い一帯のみにしか分布していなかった。南半球でもこの時期、ニュージーランドのオタゴ中央やアルゼンチンのパタゴニアで永久凍土が形成されたいくつかの証拠がある。だが、きわめて高緯度の地域以外では不連続で、高度が極めて高い場所に限られていたようである。

## 永久凍土地帯に見られる特徴的な地形
永久凍土の分布する地域には、いくつかの特徴的な地形が発達する。
氷楔 (ひょうせつ、ice wedge)
凍土の亀裂に染み込んだ水が楔（くさび）状に凍ったもの。
ポリゴン構造 (polygon)
地下に氷楔があるため、氷の溝で地表が多角形（polygon）のように見える地形。
エドマ (edoma)
氷楔が何年もかけて成長したもの。エドマ氷の含有率が高い土壌は、日本語ではエドマ層と呼ぶこともある。エドマ層とは、主に更新世後期に形成された極端に多くの氷を含んだシルト質に富む第四紀堆積層である。
ピンゴ (pingo)
窪地に溜まった水が地表下で氷になり、地上を押し上げた地形。
アラス (alas)
地下氷が融けて沈んだ窪地。

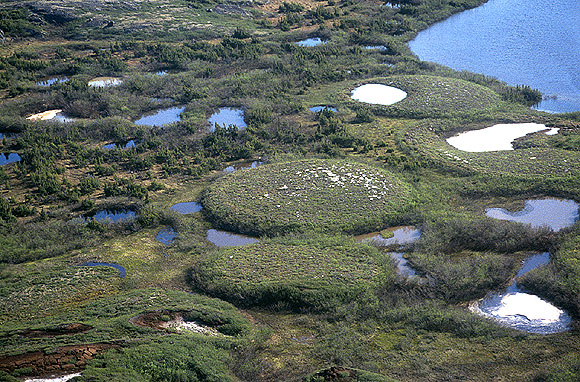
地下水の補給でアイスレンズ（英語版）が成長したことにより盛り上がったパルサ（英語版）の集まり。
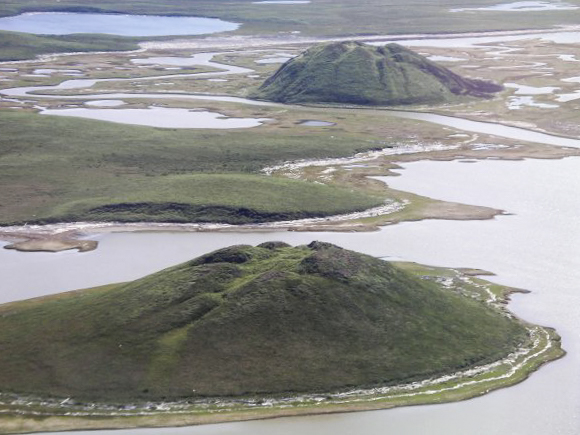
中に氷塊が埋まっている丘ピンゴ (地形)（英語版）
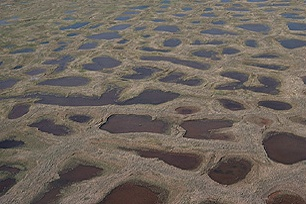
ポリゴン構造
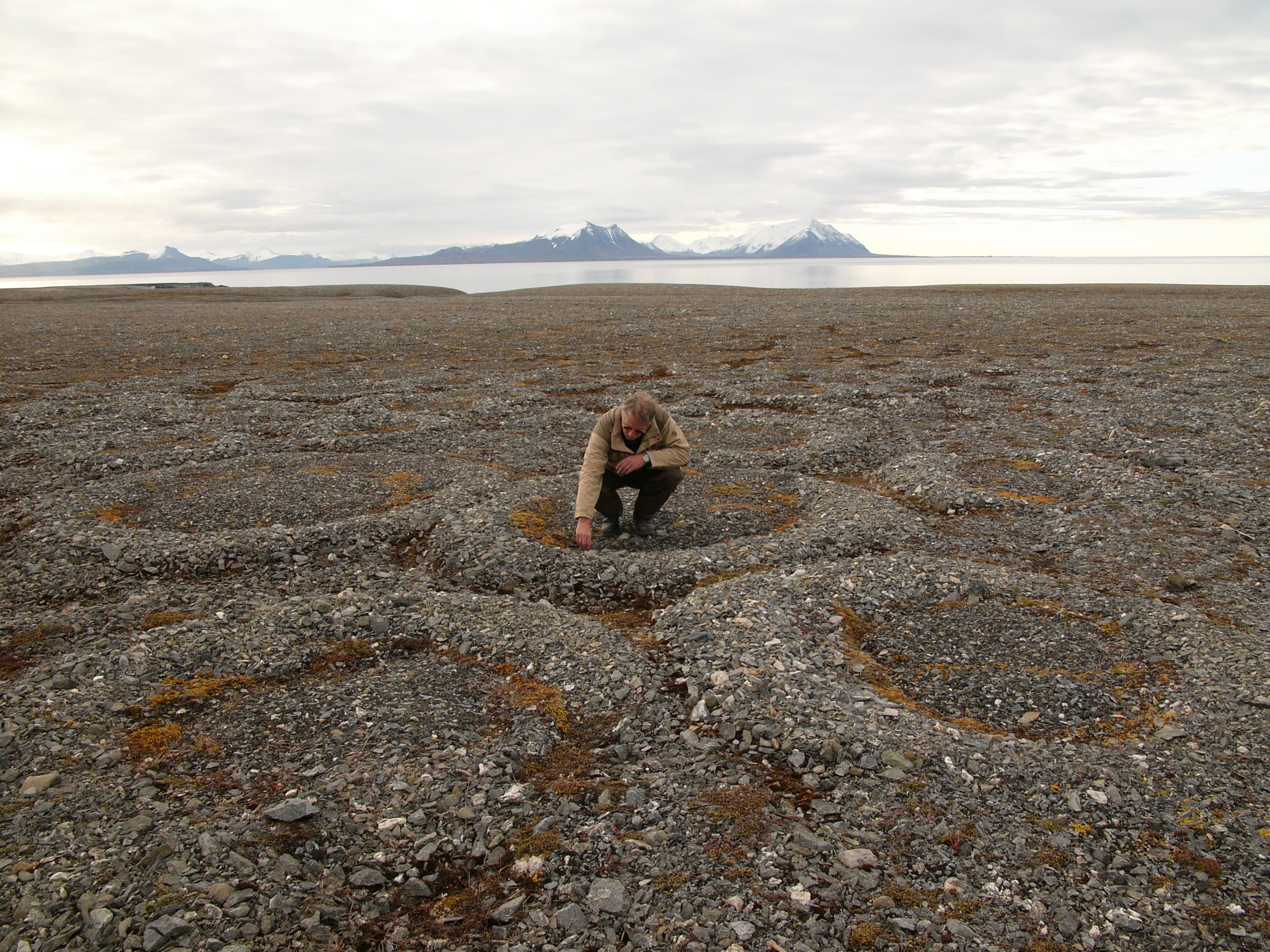
ミネラルが豊富な地形で見られるストーンリング（リサルサ（英語版）、mineral palsa）
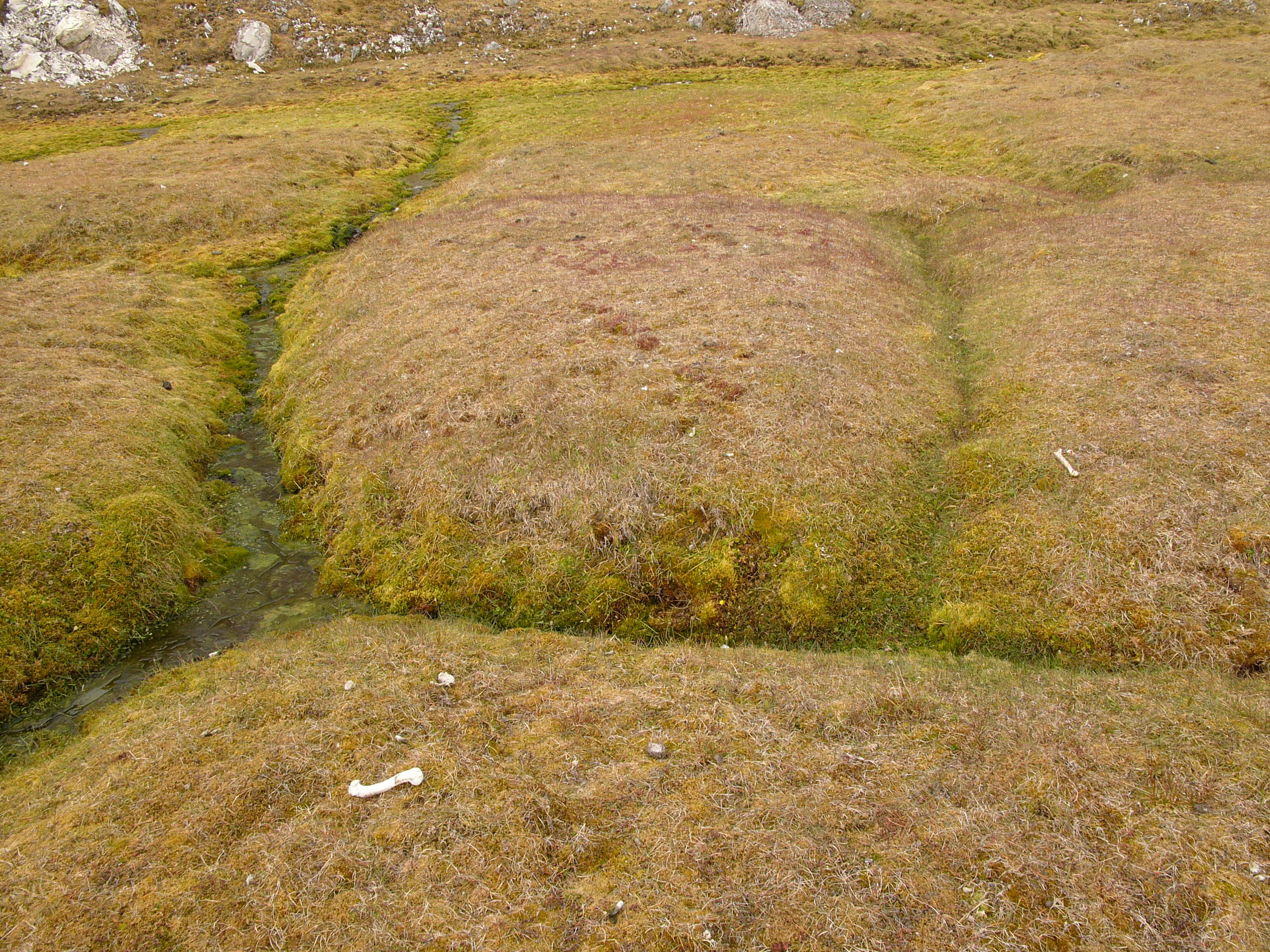
氷楔（英語版）
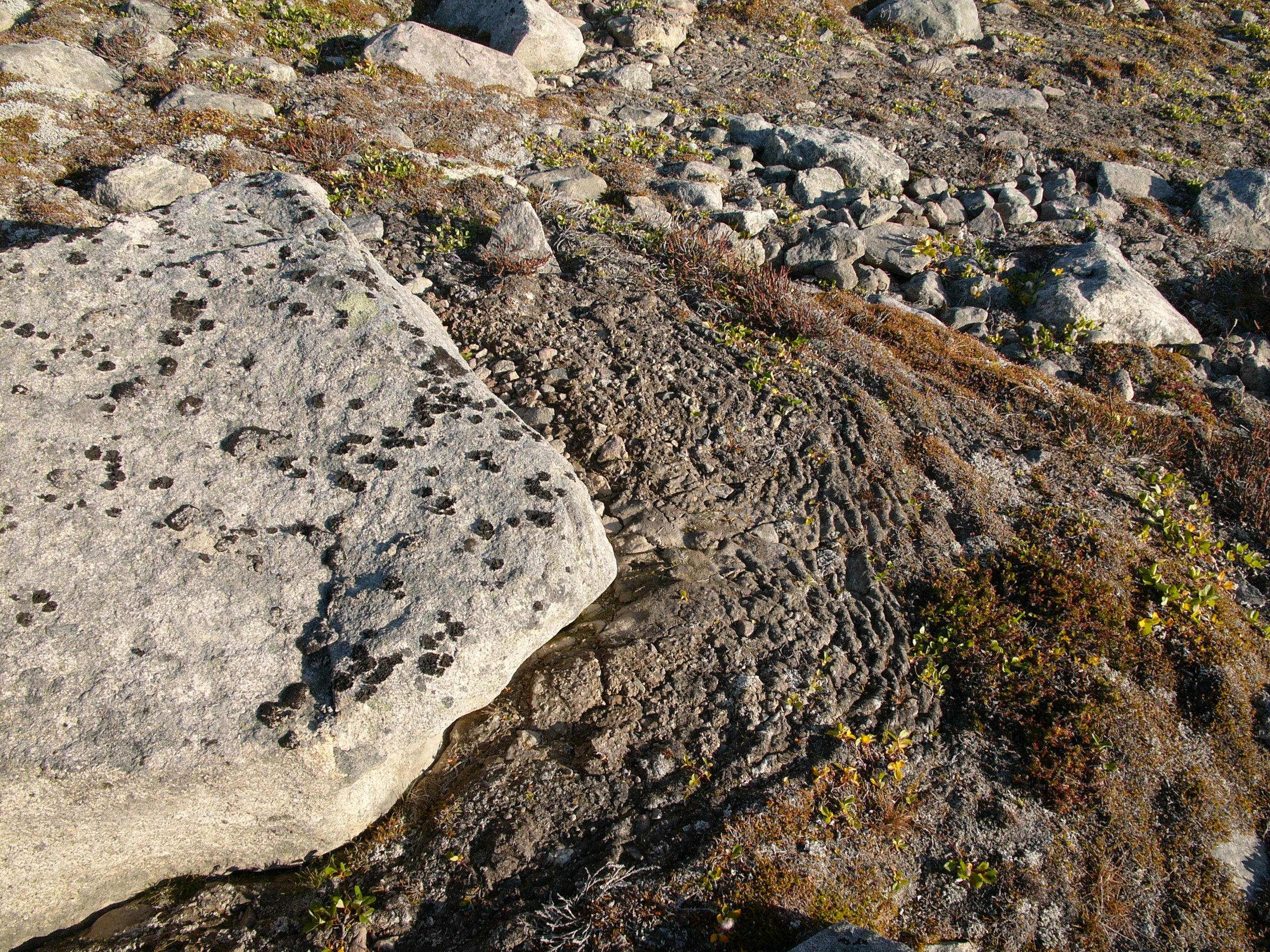
ソリフラクション
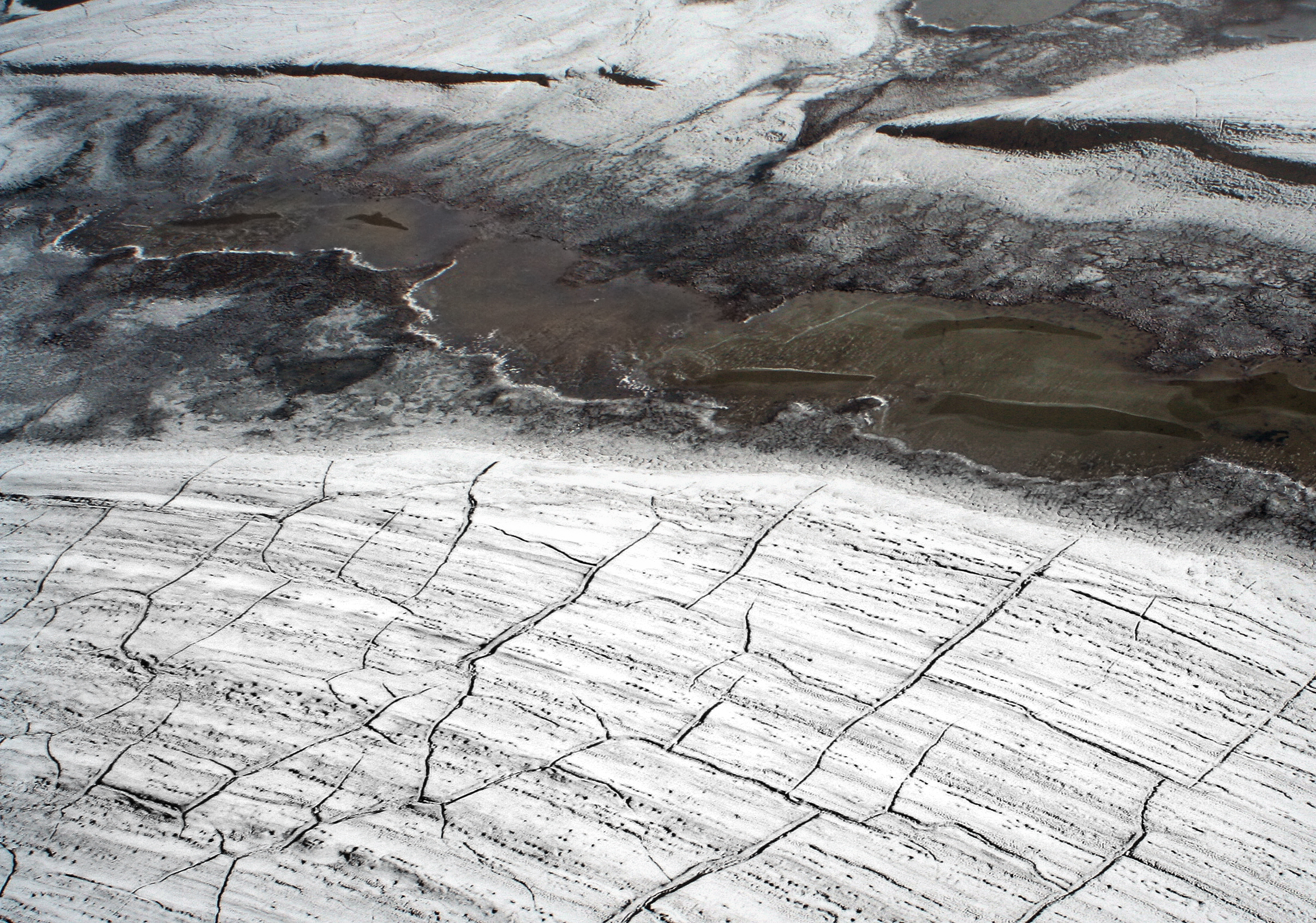
氷楔のクラック地形
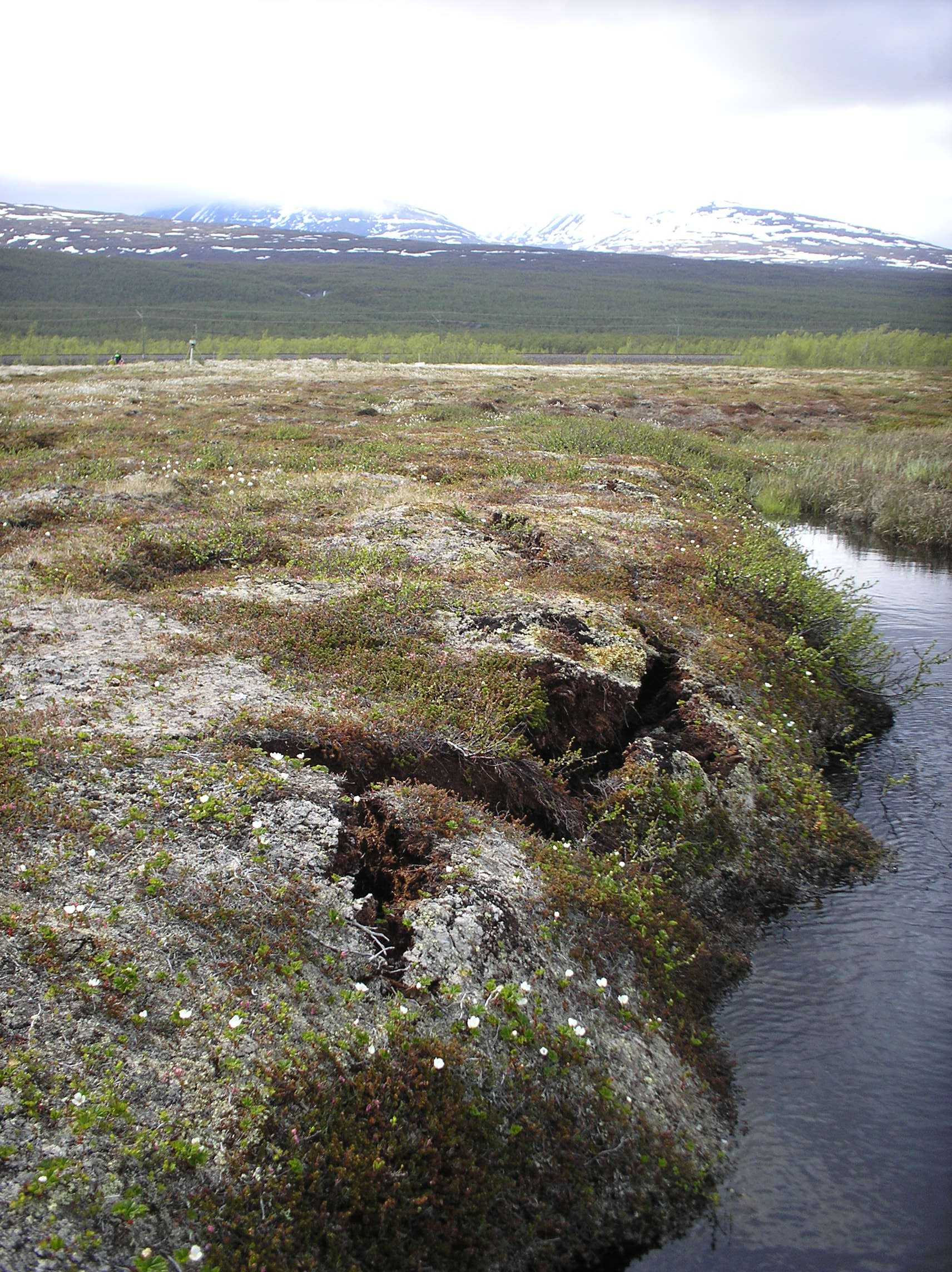
スウェーデンの裂けている地形

## 融解
永久凍土の分布と深度を計測することで、近年（1998、2001年）アラスカとシベリアの永久凍土の融解が報告されたように、地球温暖化の指標になる。カナダのユーコン準州では、連続永久凍土帯が1899年以来100km北へ移動した。しかし正確な記録は30年しかさかのぼれない。永久凍土にはメタンハイドレートが含まれており、融解すると、強力な温室効果ガスであるメタンや他の炭化水素を大気に放出し、世界的な温暖化を激化させると考えられている。また永久凍土は北極地方の平原を安定させているが、温暖化によって侵食や建築地盤の沈下などが進むと予想される。
2014年ごろから、ロシア北極圏に巨大な穴が開いていることが発見されており、ロシア科学アカデミー石油ガス研究所のボゴヤブレンスキー副所長によると、永久凍土の融解により強度が低下しているとの見解がある。

## 生物
夏季を中心に、地表近くが凍結していない永久凍土地域では、タイガ（針葉樹林帯）または草やコケ植物などが生えるツンドラが広がっている。そこを生活圏とするトナカイのような動物もいる。
シベリアの永久凍土層からは、マンモスのような絶滅種を含む動物の死骸が化石として良好な状態で発見されて貴重な研究資料となっており、ホラアナライオンが見つかったこともある。
一方で、2016年にロシア連邦ヤマル半島で発生した炭疽菌感染は、永久凍土の融解により地表に露出したトナカイの死骸から菌が人間にも広がったと推測されている。地球温暖化に伴い、他の病原微生物が地上に再び現れるリスクも指摘されている。

## 永久凍土地域の建築
永久凍土上での建物やパイプラインの建設はそれらの排熱で凍土が融解して沈み込むために技術的に困難を伴う。この対策として基礎に木材やパイルを打ち込む、石材を厚く（1 - 2mの厚さ）敷き詰めた上に建造する、無水アンモニアのヒートパイプを使用するなどしている。アラスカ縦断パイプラインでは、パイプラインが永久凍土に沈むのを防ぐために断熱ヒートパイプを使用している。ヤクーツクの永久凍土研究所は、大きな建物が凍結した地面に沈むのを効果的に防ぐ方法として支柱を深度15m以下まで伸ばすのが有効であるとした。この深さまで行けば季節変化の影響を受けないため、内部の温度はおよそ-5℃のまま変化しない。

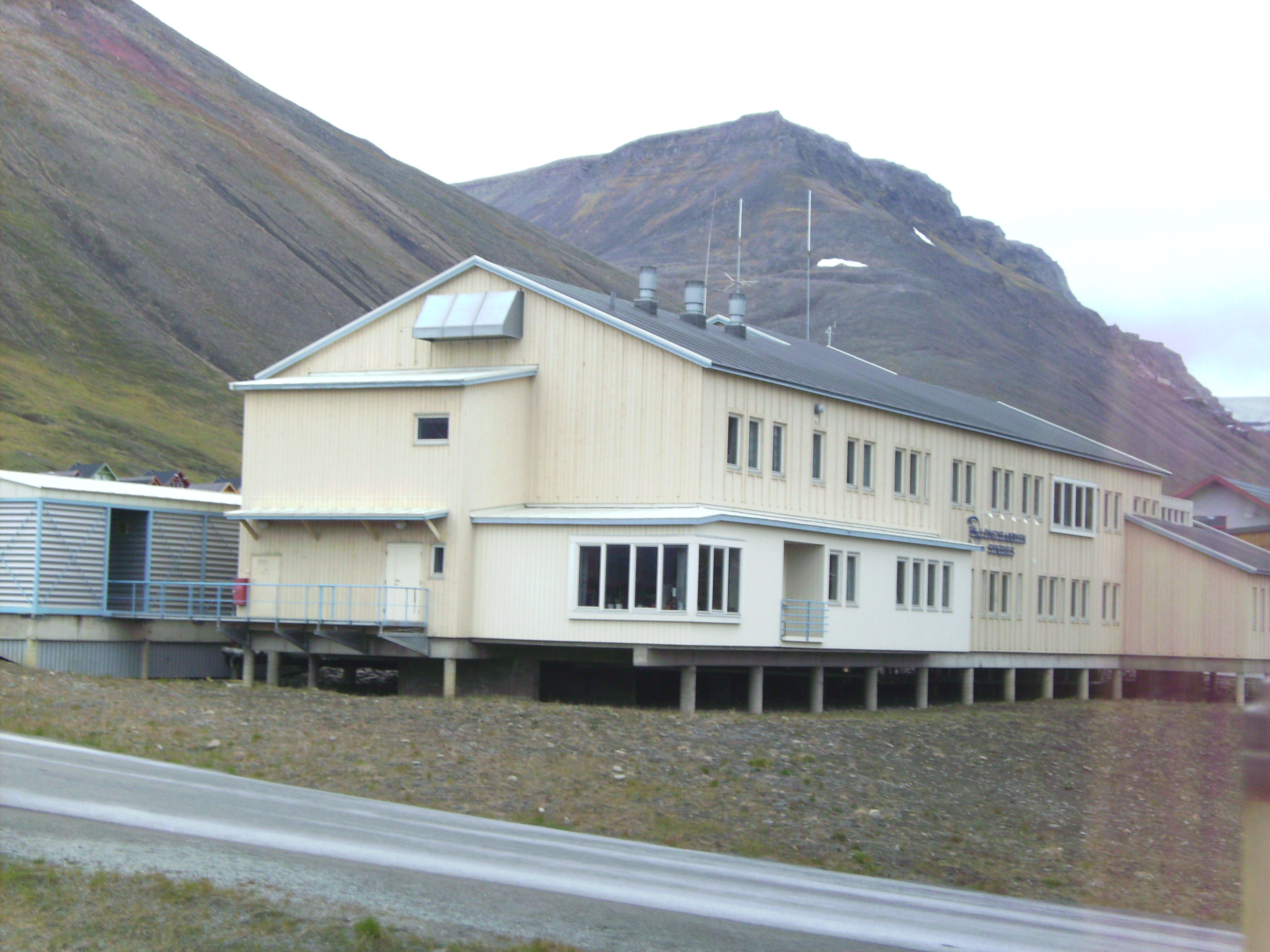
永久凍土を溶かすと地面が傾くため、杭を打って地面と隙間を作って建築している。
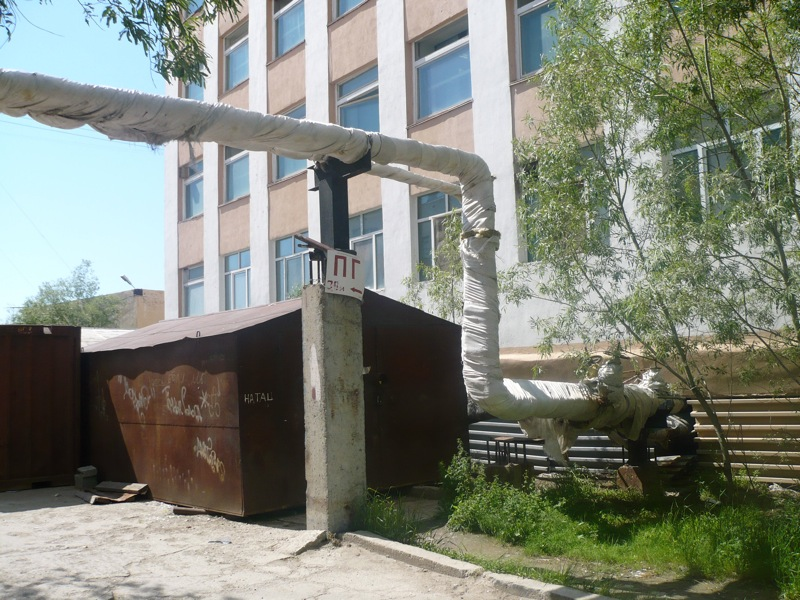
地域熱供給を行うためのヒートパイプ。地面を通すと周りの永久凍土を溶かすことから地面から離して設置される。